# Brown, Boveri & Cie
|  | No s'ha de confondre amb BBC. |

Brown, Boveri & Cie o BBC fou un grup d'empreses suïsses del sector de l'enginyeria elèctrica. Es va crear el 1891 a Baden (Argòvia) (Suïssa). Els seus fundadors foren Charles Eugene Lancelot Brown i Walter Boveri, que treballaven a Maschinenfabrik Oerlikon. El 1970, BBC es va fer càrrec de Maschinenfabrik Oerlikon i el 1988 es va fusionar amb ASEA per formar el grup ABB, una empresa que fabrica motors elèctrics de corrent altern i corrent continu, generadors, turbocompressors, transformadors, i equipament per a locomotores elèctriques.